# Twente Cup 2011

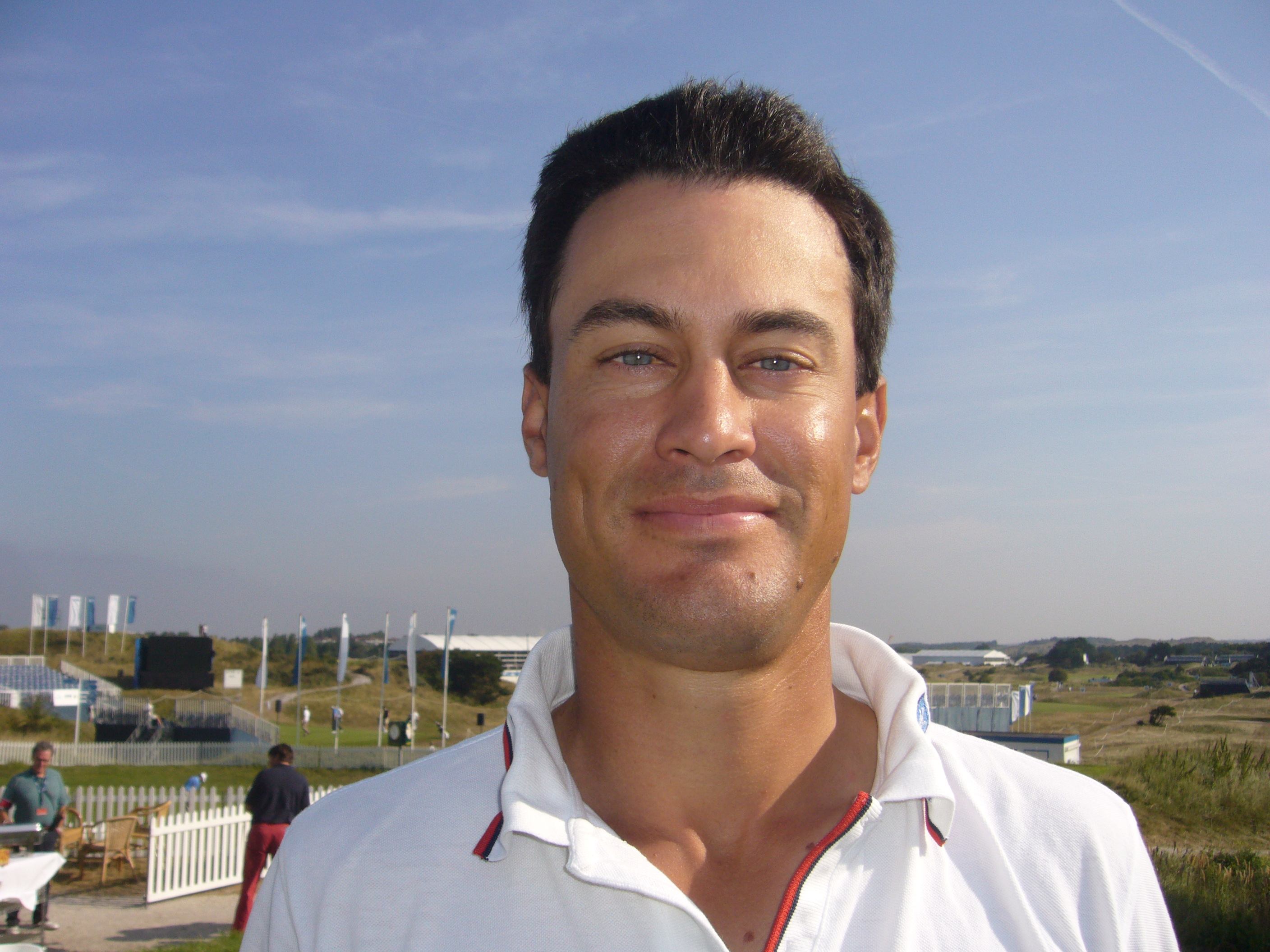
Inder van Weerelt (winnaar)

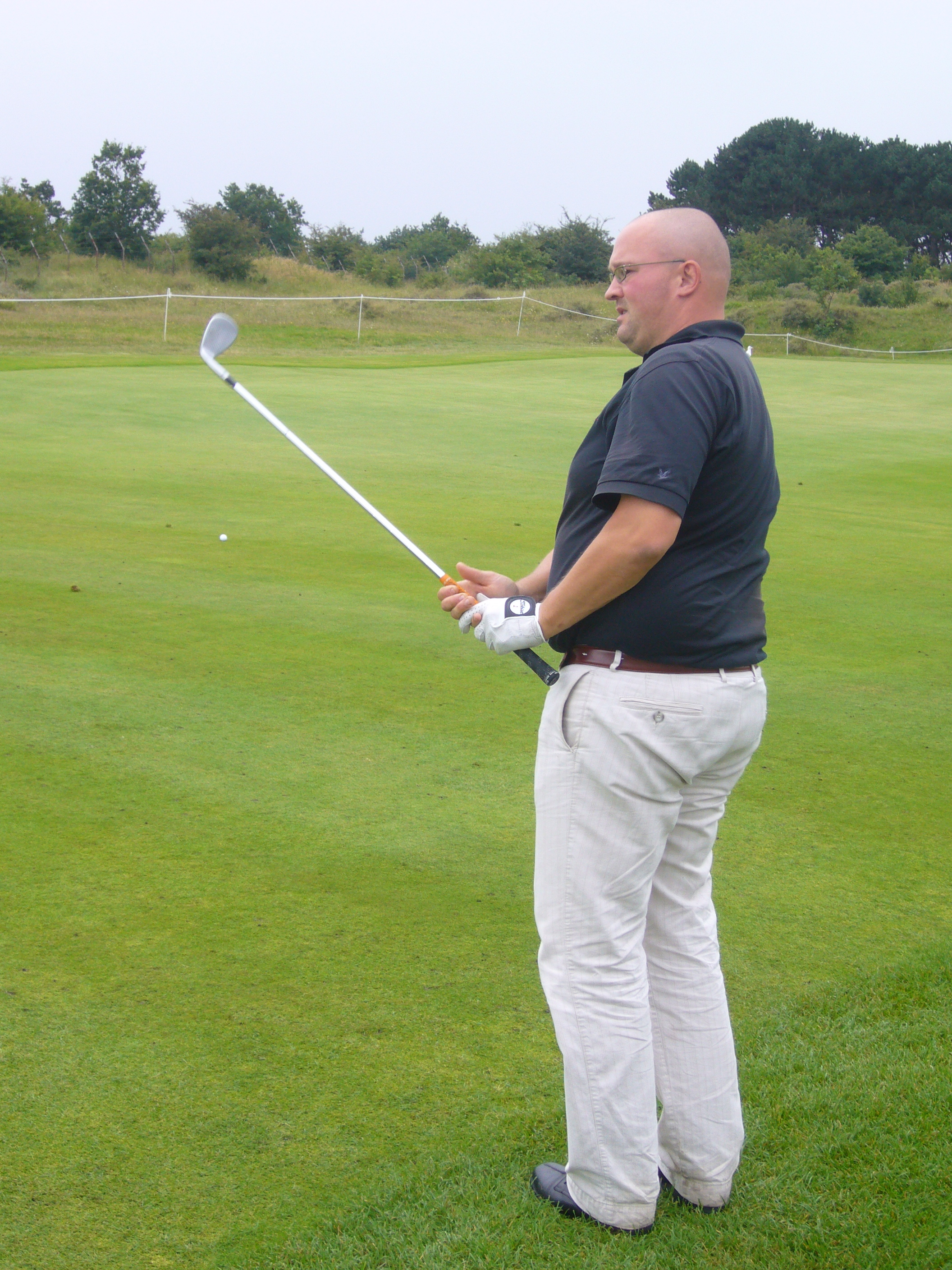
Ralph Miller (tweede plaats)

De Twente Cup 2011 werd gespeeld op 3 en 4 september op de Twentsche Golfclub. Dit jaarlijkse golftoernooi van PGA Holland is tevens het laatste toernooi van het seizoen, waarna bekend wordt wie de Order of Merit heeft gewonnen.
De twee beste spelers van de Twente Cup kregen een wildcard voor het KLM Open, dat een week later op de Hilversumsche Golf Club werd gespeeld. De winnaar van 2010, Ben Collier, eindigde in 2011 op de vierde plaats. Inder van Weerelt won uiteindelijk de editie van 2011.

## Verslag
De par van de baan is 72.
Zaterdag 3 september
Na de eerste dag staan James Doughtie en Ralph Miller aan de leiding met een score van 66, gevolgd door Sven Maurits en Inder van Weerelt met 67; zestien spelers hebben onder par gespeeld.
Zondag 4 september
Dertien spelers bleven onder par. Ralph Miller maakte op hole 16 zijn vierde bogey voor level par waarna Inder van Weerelt twee slagen voorsprong had met nog twee holes te spelen. Daar maakte hij ook nog twee birdies zodat hij met -10 won. Op zijn scorekaart van dit toernooi staat geen enkele bogey. Ralph Miller eindigde ook met een birdie en stond met een totaal van -7 op de tweede plaats. Ramon Schilperoord eindigde met-6 op de derde plaats.  
Ramon Schilperoord en Ben Collier maakten 68, de beste dagscore.  Ben Collier eindigde op de 4de plaats samen met James Doughtie.
Aangezien Inder van Weerelt al op de spelerslijst van het KLM Open staat, krijgt Ralph Miller een startbewijs voor KLM Open 2011.
1929 ·
1930 ·
1931 ·
1932 ·
1933 ·
1934 ·
1935 ·
1936 ·
1937 ·
1938 ·
1939 ·
1940 ·
1941 ·
1942 ·
1943 ·
1944 ·
1946 ·
1947 ·
1948 ·
1949 ·
1950 ·
1951 ·
1952 ·
1953 ·
1954 ·
1955 ·
1956 ·
1957 ·
1958 ·
1959 ·
1960 ·
1961 ·
1962 ·
1963 ·
1964 ·
1965 ·
1966 ·
1967 ·
1968 ·
1969 ·
1970 ·
1971 ·
1972 ·
1973 ·
1974 ·
1975 ·
1976 ·
1977 ·
1978 ·
1979 ·
1980 ·
1981 ·
1982 ·
1983 ·
1984 ·
1985 ·
1986 ·
1987 ·
1988 ·
1989 ·
1990 ·
1991 ·
1992 ·
1993 ·
1994 ·
1995 ·
1996 ·
1997 ·
1998 ·
1999 ·
2000 ·
2001 ·
2002 ·
2003 ·
2004 ·
2005 ·
2006 ·
2007 ·
2008 ·
2009 ·
2010 ·
2011 ·
2012 ·
2013